# 불혹
불혹(不惑)은 나이 40세를 부르는 말이다. 《논어》 위정(爲政) 편의 문구에서 유래하였다.
子曰, "吾十有五而志于學, 三十而立, 四十而不惑, 五十而知天命, 六十而耳順, 七十而從心, 所欲不踰矩."  
 공자께서 말씀하시길 "나는 15세에 공부를 하겠다는 뜻을 세웠고, 삼십세에 이르러 일가견을 지니게 되었으며, 40세에 되어서는 유혹에 흔들리지 않게 되었고, 50세에는 천명을 깨닫게 되었고, 60이 되어서 다른 사람의 말을 편히 듣게 되었다." — 《논어》 위정편(爲政編)

불혹은 유혹에 흔들리지 않는다는 뜻이다. 공자는 《논어》 자한(子罕) 편에서 당대 인격적 이상인 군자(君子)의 덕목으로 "어진 사람은 근심이 없고(仁者不憂 인자불우), 지혜로운 사람은 유혹에 흔들리지 않으며(知者不惑), 용기 있는 사람은 두려워하지 않는다(勇者不懼)"고 제시한 바 있다.